# NGC 686
NGC 686 è una galassia lenticolare situata nella costellazione della Fornace, a una distanza di circa 213 milioni di anni luce dalla nostra Via Lattea.

## Scoperta
La galassia è stata scoperta il 26 ottobre 1785 dall'astronomo britannico di origini tedesche William Herschel.